# 光源の一覧
これは、天然および人工の両方を含む光源の一覧である。可視光と呼ばれる約390〜700ナノメートルの波長の光を生成する光源に焦点を当てている。

## 白熱光

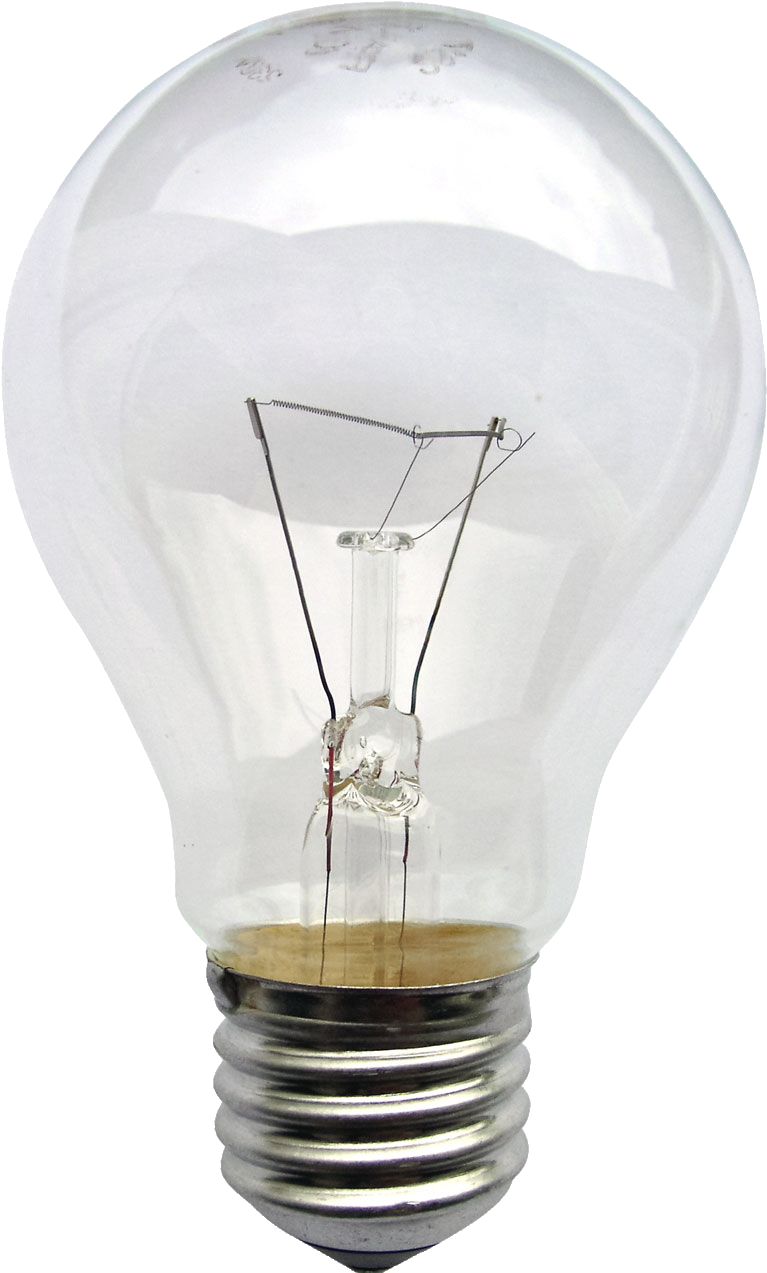
白熱電球

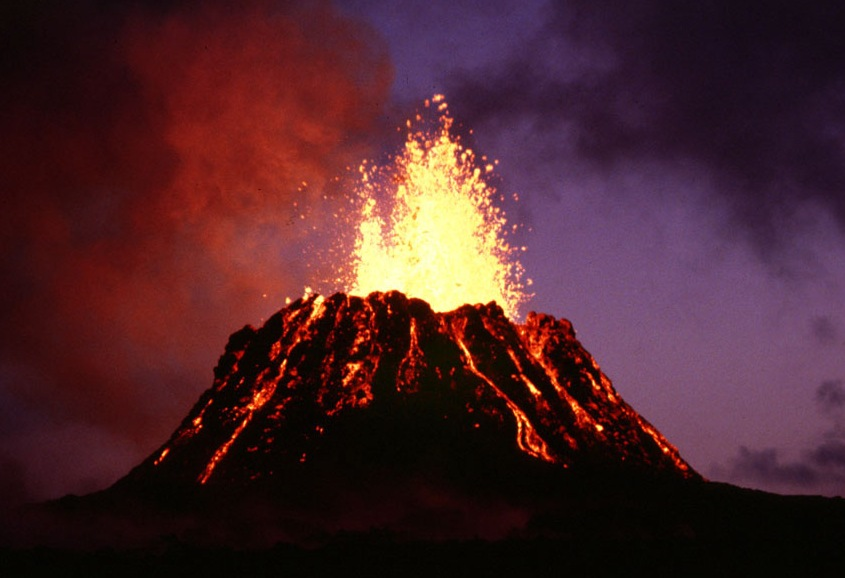
火山噴火

白熱光は、高温の物体からの光の放出を言う。
- 黒体放射
- カーボンボタンランプ（英語版） （非現存）
- 地震光
- ハロゲンランプ
- 白熱電球  白熱電球
- 溶岩
- ネルストンランプ（英語版） （非現存）
- 火山噴火  火山噴火

### 燃焼

#### ランプ

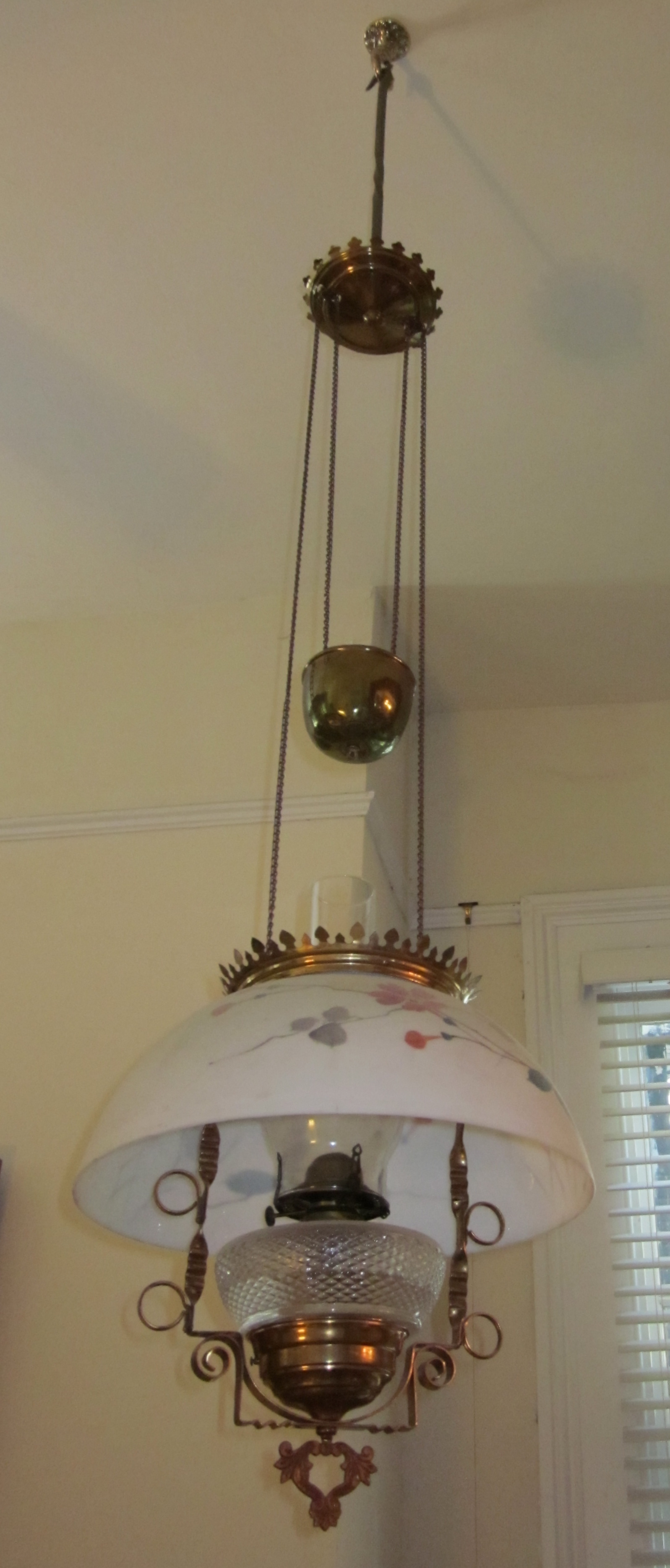
オイルランプ

- アルガンランプ（英語版） （非現存）
- アルゴンフラッシュ（英語版）
- アセチレンランプ
- Betty lamp（英語版） （非現存）
- バターランプ（英語版）
- フラッシュランプ（英語版）（非現存）
- ガス灯
- ガスマントル
- 灯油ランプ
- カルシウムライト、ライムライト参照
- ランタン (角灯)（英語版）
- ライムライト （非現存）
- オイルランプ オイルランプ
- ティリーランプ（英語版）

### その他

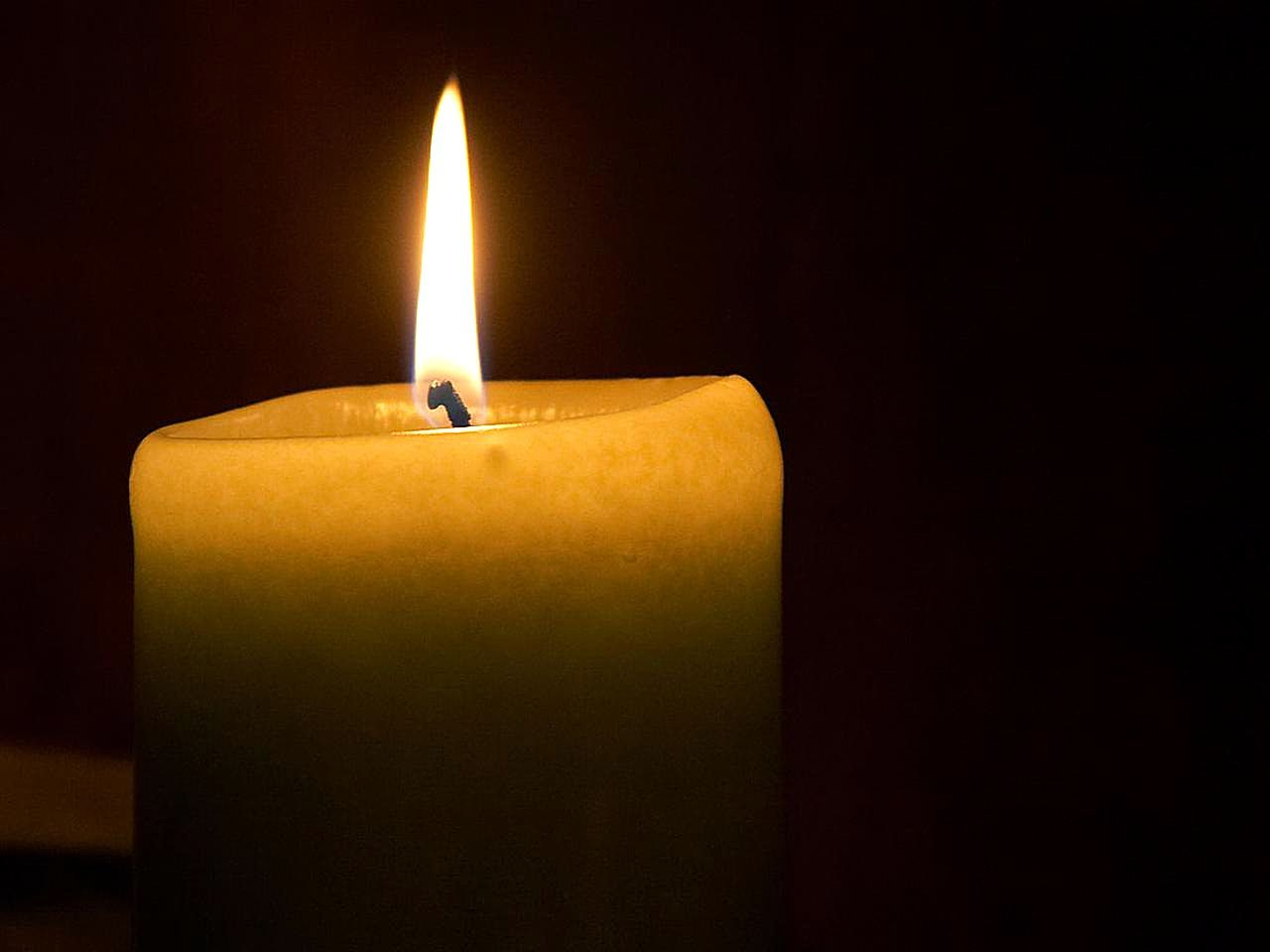
キャンドル

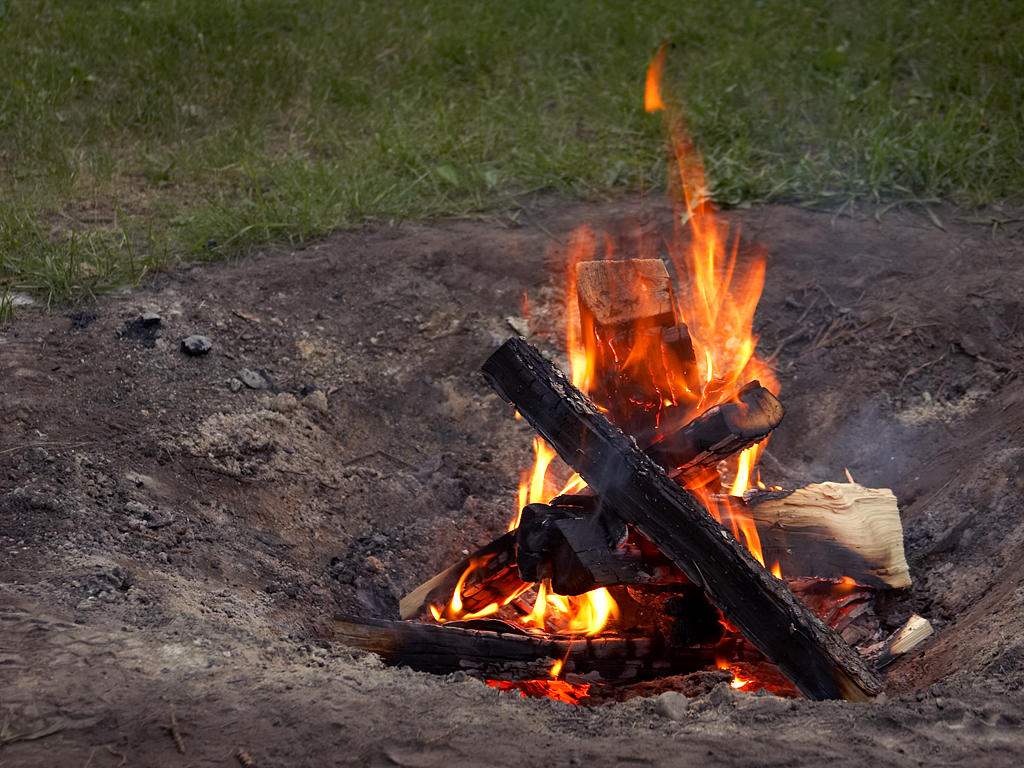
火

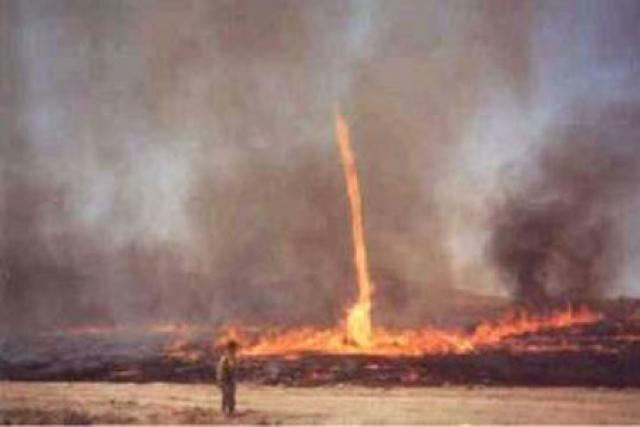
火災旋風

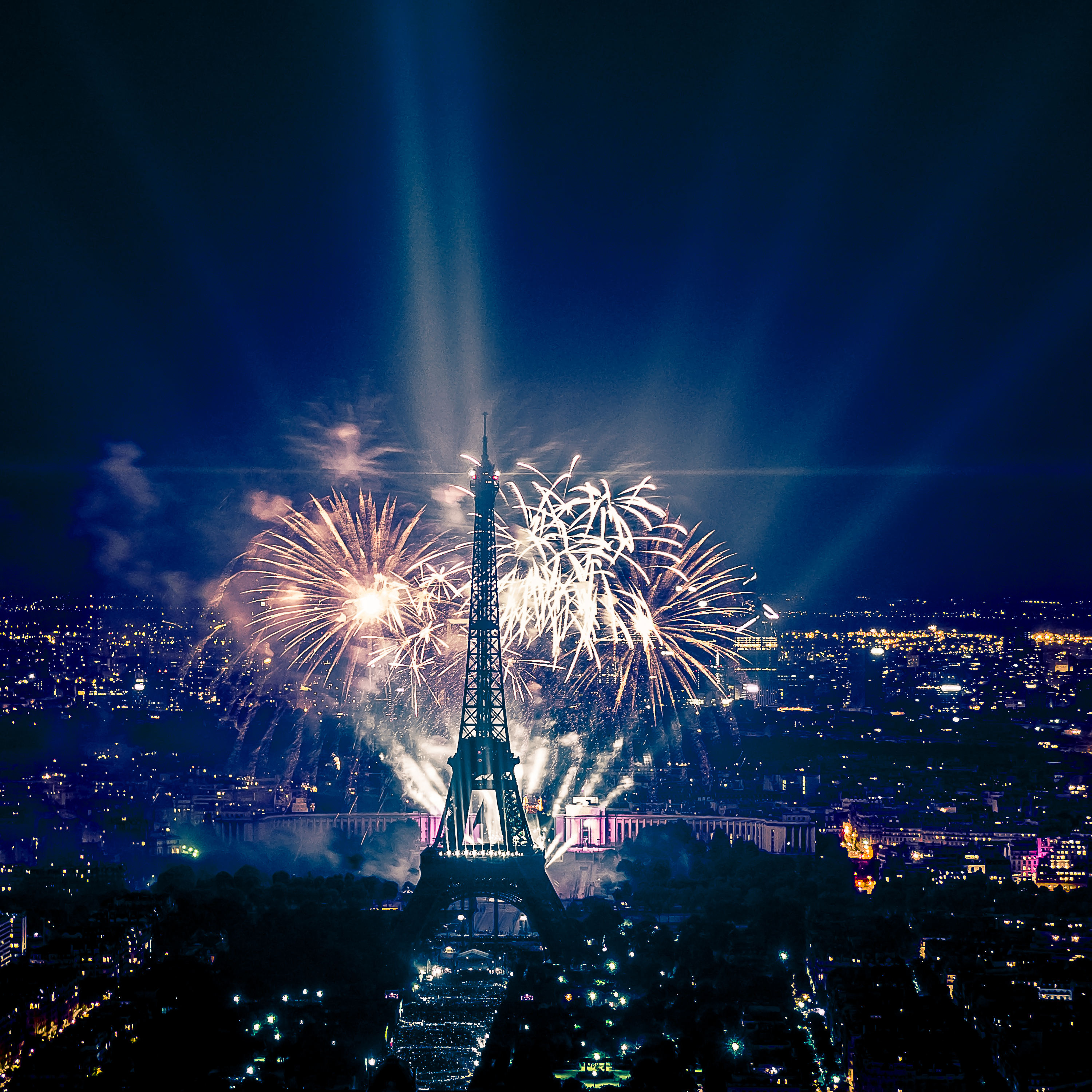
花火

- ブレイザー（英語版）（火鉢）
- ブンゼンバーナー
- ろうそく  キャンドル
- 燠火（英語版）
- 爆薬
- 火  火
- 火災旋風  火災旋風
- 花火  花火
- 火炎放射器
- 発砲炎（英語版）
- ルーベンスチューブ（英語版）
- 松明

### 核および高エネルギー粒子
- 対消滅
- 核兵器
- チェレンコフ放射
- シンクロトロン放射
- 自由電子レーザー
- 制動放射

### 天体と大気

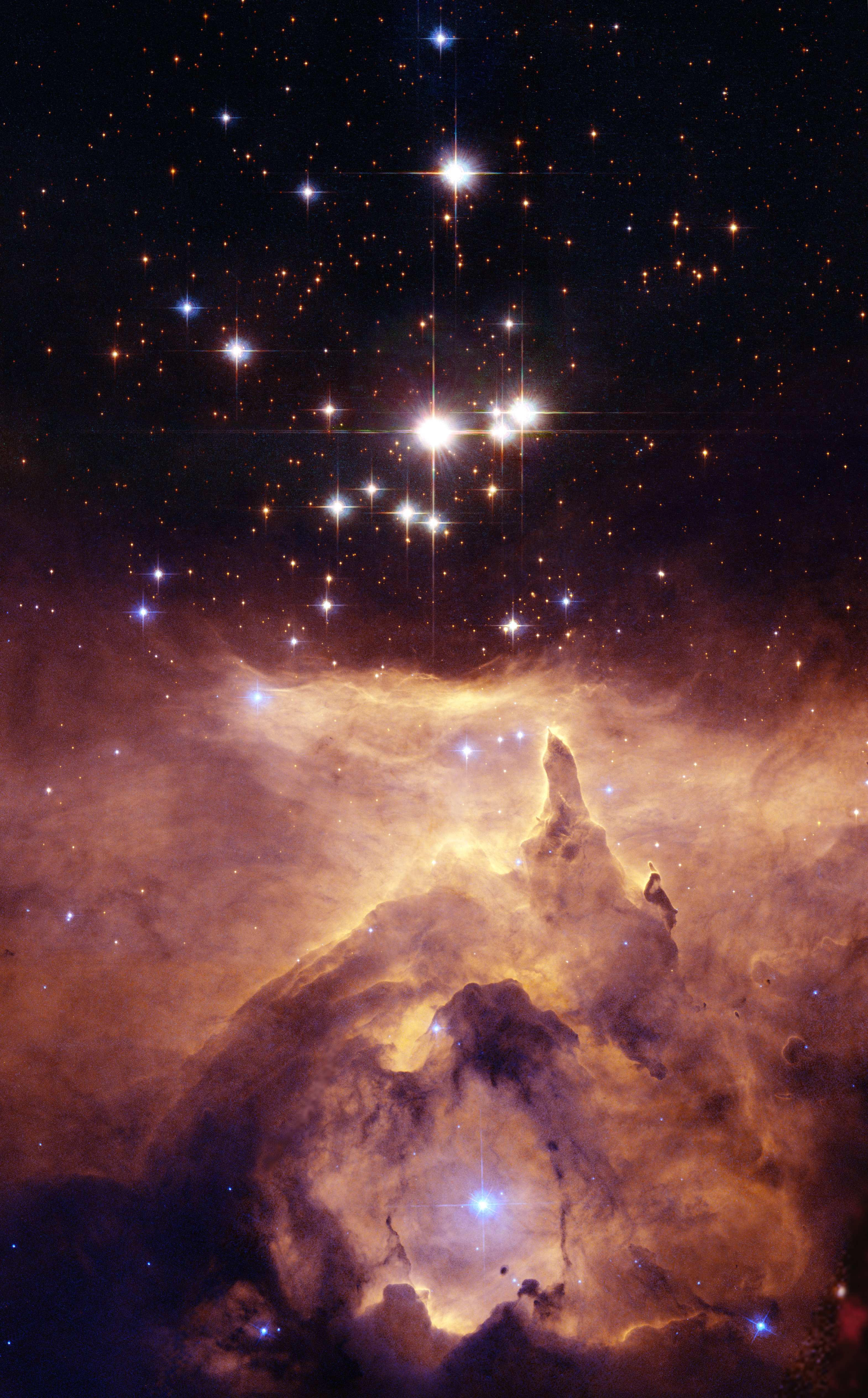
星雲と星

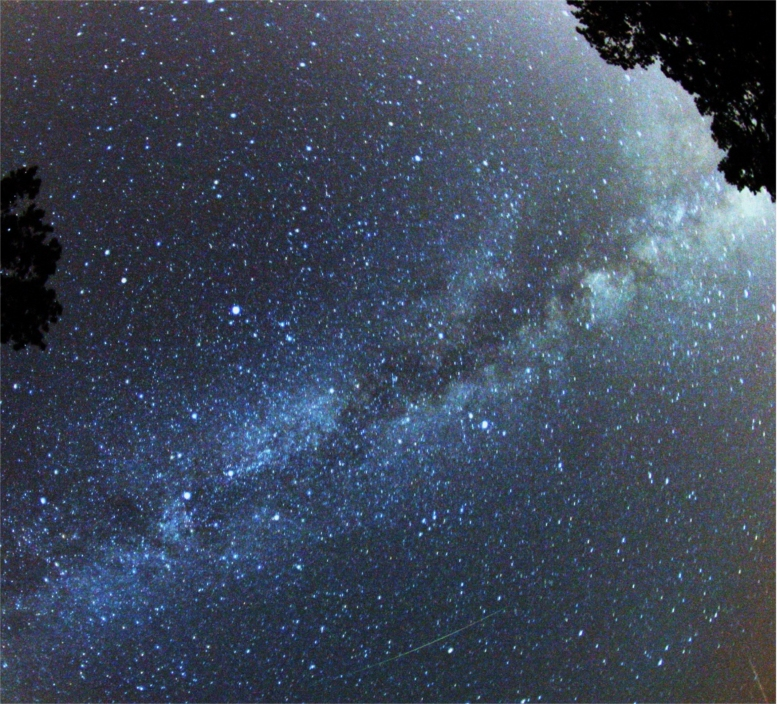
星空、天の川、流れ星

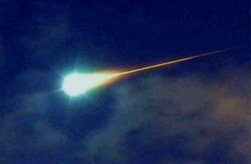
流星

- 天体
  - 太陽 （ 日光、日射 ） 
    - 太陽コロナ
    - 光球

  - 星 （ 星明かり（英語版）） 
    - 新星 / 超新星 / 極超新星
    - 銀河
      - 天の川

    - 星団

  - 深宇宙天体（英語版）
    - クエーサー
    - 降着円盤
    - ブレーザー
    - マグネター
    - パルサー
- 大気圏突入
  - 流星  流星 
    - 流星群

  - 火球
    - アースグレイジング火球
- 雷 （ プラズマ ） 
  - レッドスプライト
  - 球電
  - 超高層雷放電
  - ドライライトニング（英語版）
- オーロラ
- チェレンコフ放射

## ルミネッセンス
ルミネッセンスは、熱に起因しない物質による光の放出。

### アドベンチャーセンス
宝石学では、アトベンチャーセンス （aventurizationとも呼ばれる）は、特定の宝石に見られる光反射効果。

### 生物発光
生物発光は、生物による生化学反応から生じる光。
- オワンクラゲ
- 南極オキアミ
- バイオフォトン
- シャコ目
- 狐火 (生物発光)（英語版）
- グローワーム
- ルシフェラーゼ
- ワサビタケ  生物発光Panellus stipticus
- ツバサゴカイ

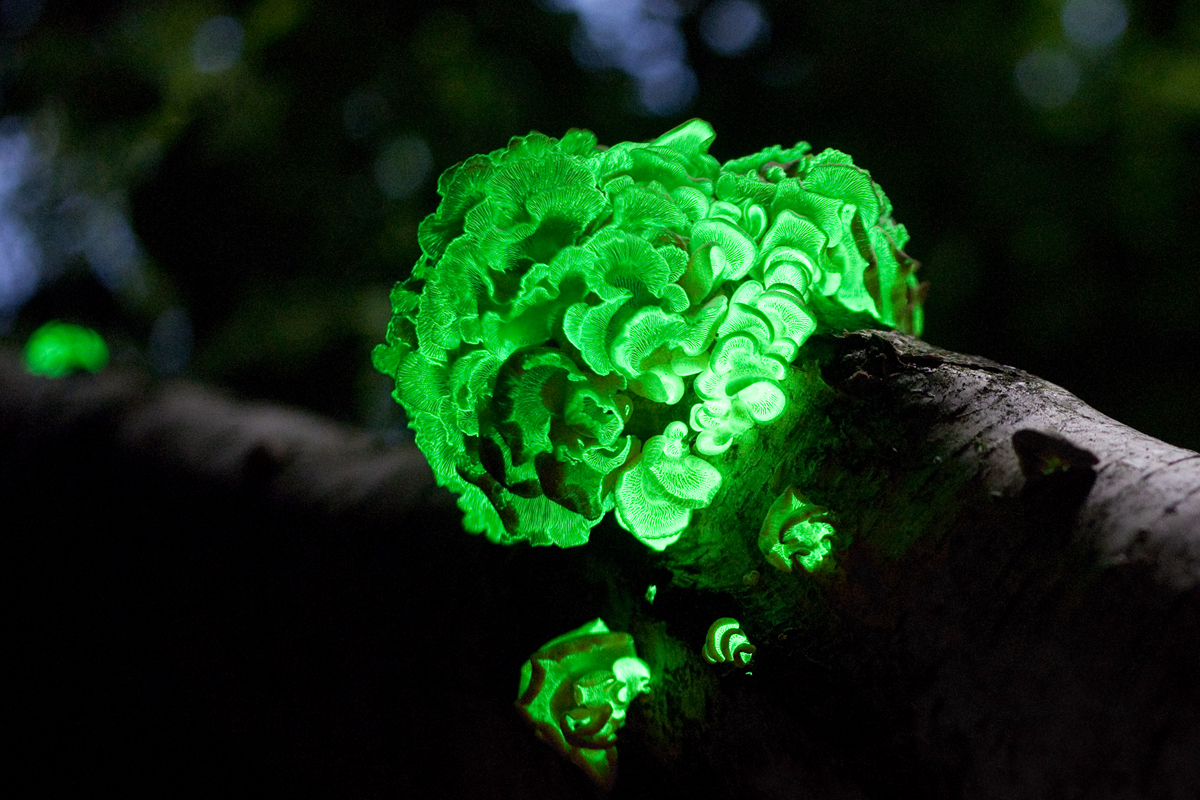
生物発光Panellus stipticus

- オオノガイ目 (Pholas dactylusなど）

### カソードルミネセンス
カソードルミネッセンスは、電子が衝突する発光物質から生じる光。

### 化学発光

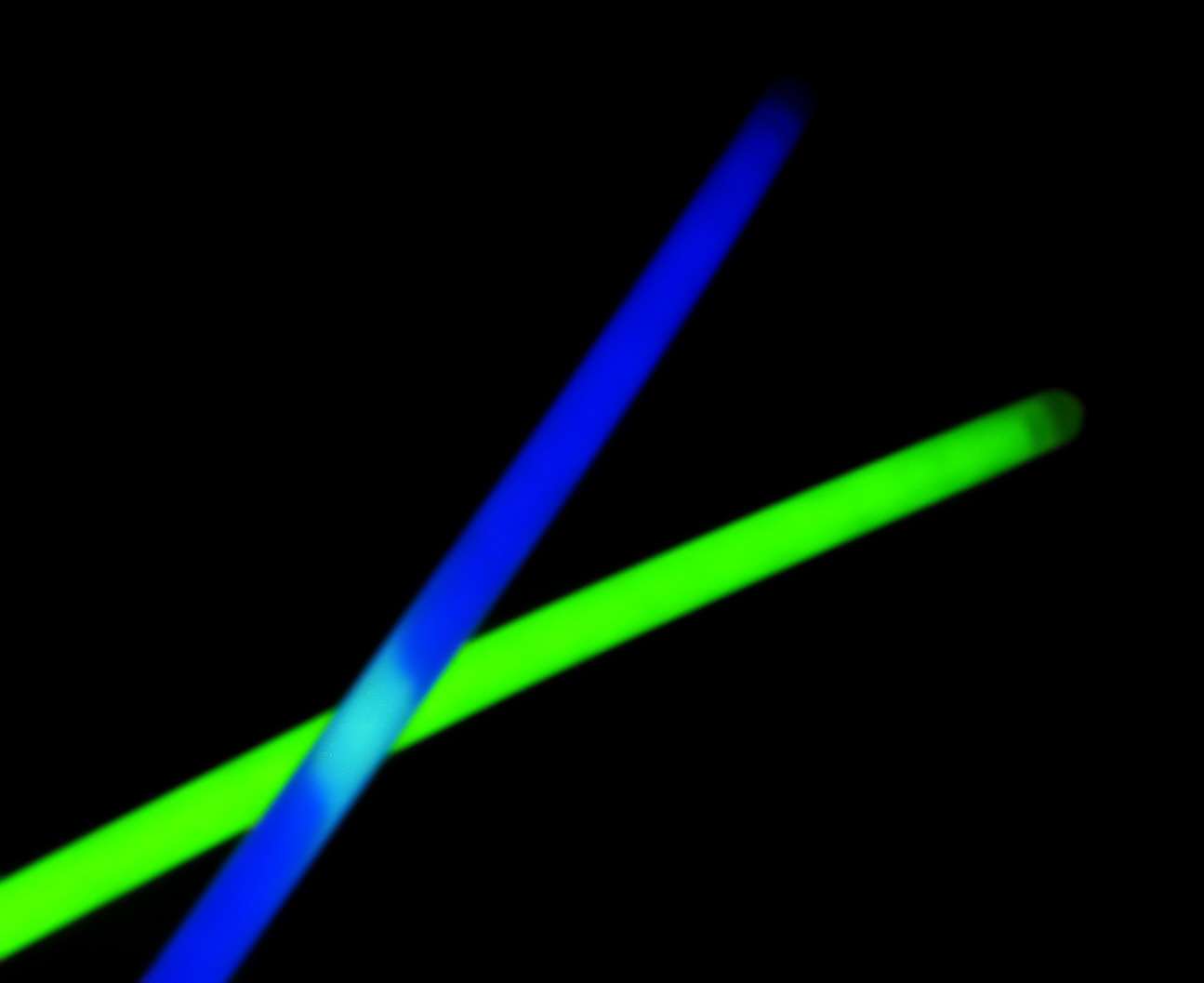
化学発光の例：ケミカルライト

化学発光は、化学反応の結果として生じる光。

### 低温発光
低温発光（Cryoluminescence）は、冷却されたときの光の放出。

### 結晶発光
結晶ルミネセンスは、結晶化中に生成される光。

### 放電（電気エネルギー）
- - 放電灯
  - フラッシュチューブ（英語版）
- - 雷
  - 電気火花（英語版）
- - 無電極ランプ
  - エキシマランプ（英語版）
  - 蛍光灯
    - 電球形蛍光灯
    - 日焼けランプ（英語版）
    - ブラックライト
    - ガイスラー管
    - ムーアランプ（英語版） (非現存)
    - ルームコルフランプ（英語版） (非現存)

  - HIDランプ High-intensity discharge lamp
    - 放電灯

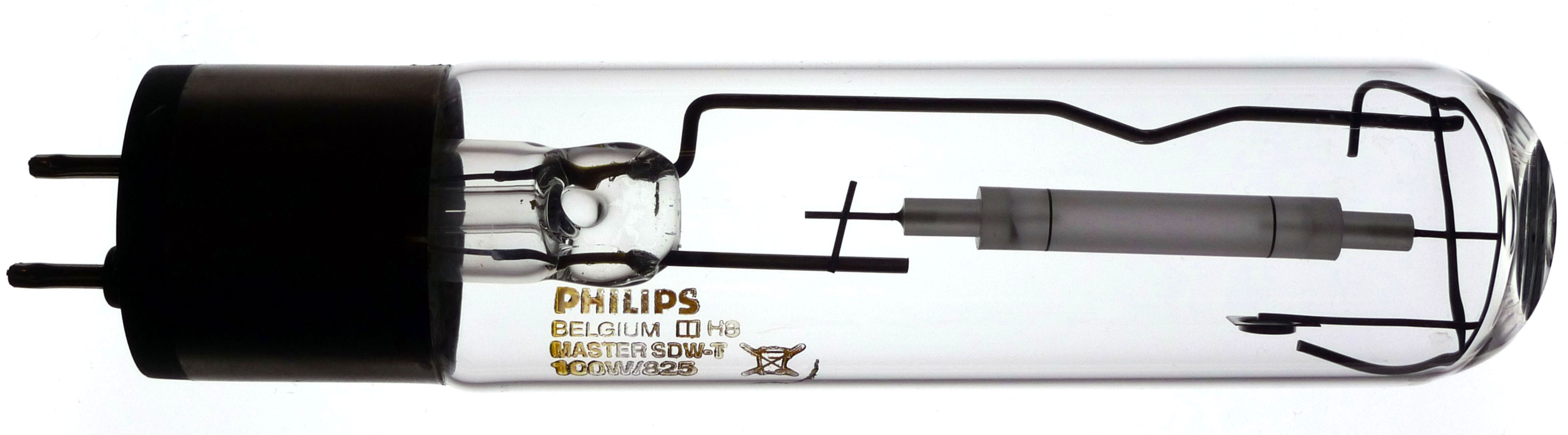
High-intensity discharge lamp

    - セラミックメタルハライドランプ（英語版）
    - Hydrargyrum Medium-arc Iodide
    - 水銀灯
    - メタルハライドランプ
    - ナトリウムランプ
    - 硫黄ランプ（英語版）
    - キセノンランプ

  - ホロカソードランプ
  - 無電極ランプ
    - 硫黄ランプ（英語版） Sulfur lamps

  - ネオン管

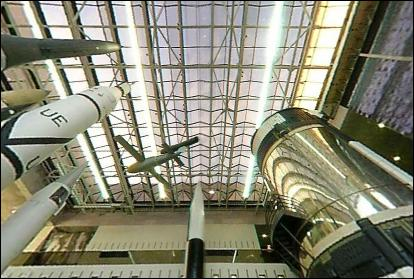
Sulfur lamps

    - 計数放電管 (非現存) 計数放電管
    - ニキシー管

  - プラズマランプ（英語版）

計数放電管

  - キセノンフラッシュチューブ（英語版）

### 電気化学発光
電気化学ルミネセンスは、電気化学反応から生じる光。

### エレクトロルミネセンス
エレクトロルミネセンスは、電流が物質を通過することから生じる光。
- 発光ダイオード
- 有機発光ダイオード
- ポリマー発光ダイオード

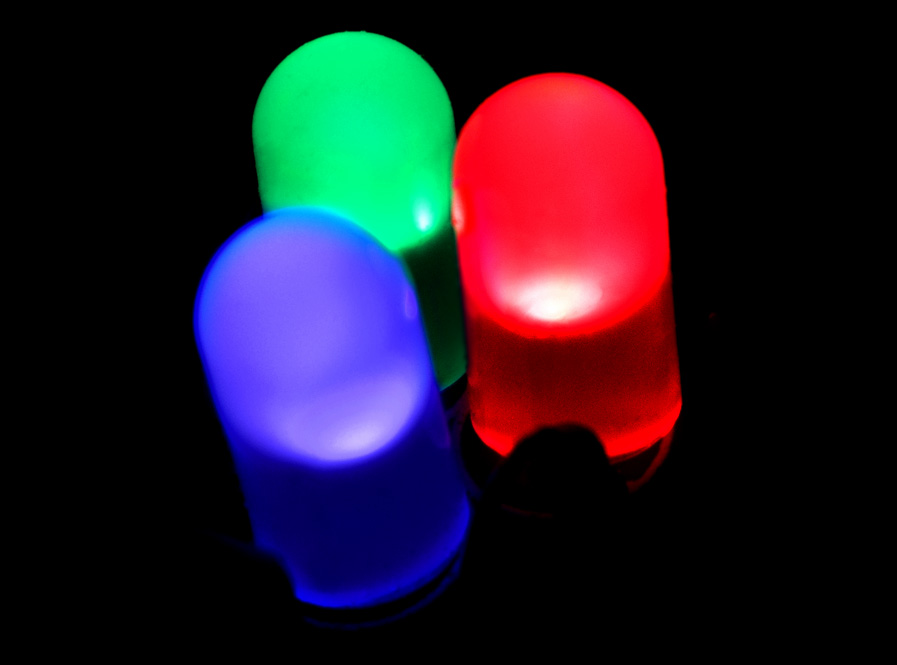
発光ダイオード

- アクティブマトリクス式有機EL（英語版）
- 電気化学発光セル（英語版）
- 有機ELワイヤー（英語版）
- 電界誘起ポリマーエレクトロルミネッセンス（英語版）
- レーザー  レーザー 
  - 化学レーザー
  - 色素レーザー
  - 自由電子レーザー

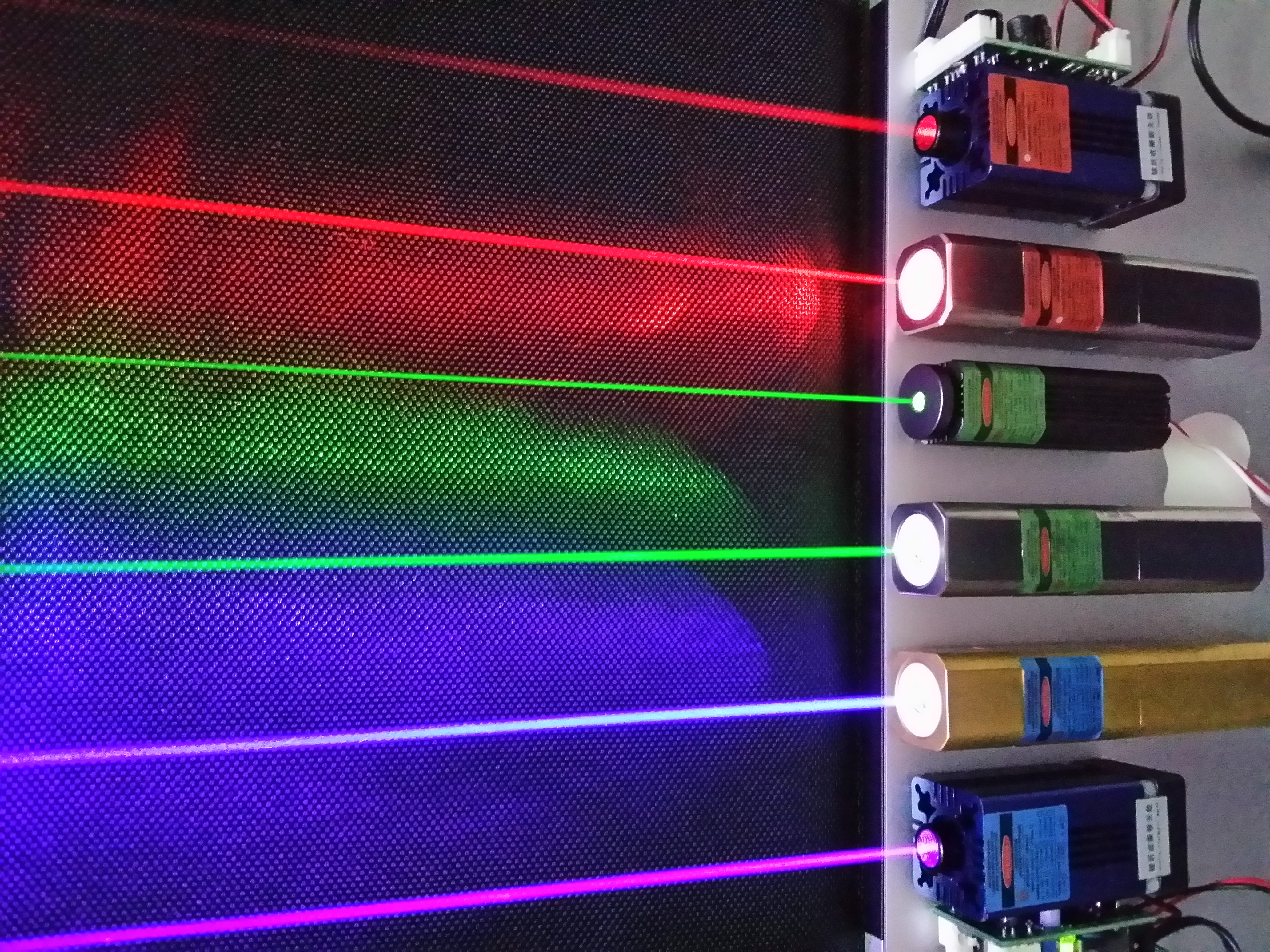
レーザー

  - ガスダイナミックレーザー（英語版）
  - ガスレーザー
  - イオンレーザー
  - 半導体レーザー
  - 金属蒸気レーザー
  - 非線形光学
  - 量子井戸レーザー（英語版）
  - ルビーレーザー
  - 固体レーザー

### 機械発光
機械ルミネセンスは、固体に対する機械的作用から生じる光。
- 摩擦発光：その材料が引っかかれたり、押しつぶされたり、こすられたりすると、材料の結合が破壊されるときに生成される光
- 破壊発光：特定の結晶の結合が破壊によって破壊されるときに生成される光
- ピエゾルミネッセンス（英語版）：特定の固体に対する圧力の作用によって生成される光
- ソノルミネッセンス：音で励起されたときに液体内の内破気泡から生じる光

### フォトルミネッセンス
光ルミネセンスは光子の吸収から生じる光。
- 蛍光：光または他の電磁放射を吸収した物質による光の放出
- 燐光：遅延された光の再放射（蓄光）

### 放射発光

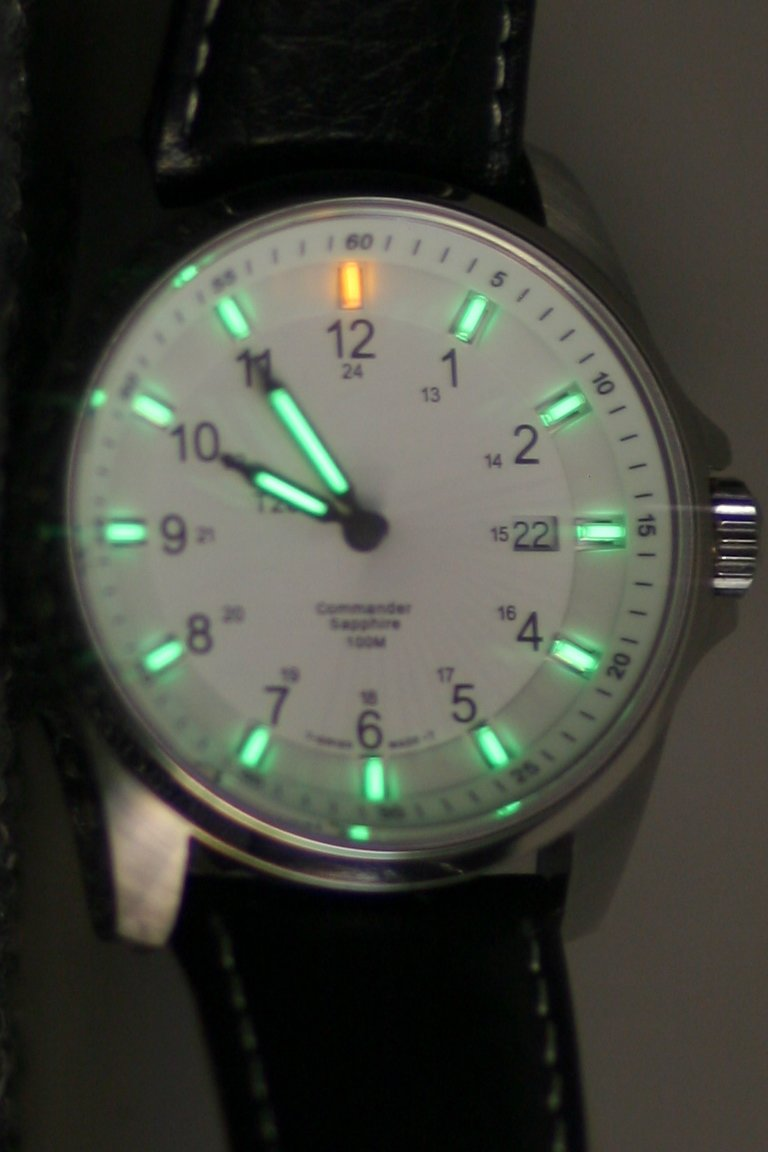
放射発光

放射発光は、電離放射線の衝突から生じる光。

### 熱ルミネセンス
熱ルミネセンスは、物質が加熱されたときに吸収されたエネルギーの再放出による光。